# ویکامبروکس
ویکامبروکس (به انگلیسی: Wickhambreaux) یک روستا و محله مدنی در بریتانیا است که در شهر کنتربری واقع شده‌است. ویکامبروکس ۱۱٫۳۲ کیلومتر مربع مساحت و ۴۸۵ نفر جمعیت دارد.